# Les Enquêtes du département V : Profanation
Série
Les Enquêtes du département V : Miséricorde
(2013) Les Enquêtes du département V : Délivrance
(2016)
Pour plus de détails, voir Fiche technique et Distribution.
Les Enquêtes du département V : Profanation (Fasandræberne, littéralement « Les tueurs de faisans ») est un thriller danois réalisé par Mikkel Nørgaard (da), sorti en 2014. Il s'agit du deuxième de la série de six films adaptés sur les huit romans policiers de Jussi Adler-Olsen après Les Enquêtes du département V : Miséricorde (2013).

## Synopsis
Le « Département V », avec l’inspecteur Carl Mørck et son assistant d’origine syrienne, Assad, est spécialisé dans les crimes non résolus. Ils enquêtent cette fois sur une affaire remontant à 1994 : un double-meurtre avait défrayé la chronique. Un jeune homme, ami d'un trio de pensionnaires d’un internat pour jeunesse huppée, avait avoué le crime. Mais le policier chargé alors de l'enquête ne croit pas à cette hypothèse et, vingt ans plus tard, supplie Carl Mørck de rouvrir l'enquête.

### Fiche technique
Sauf indication contraire, les informations mentionnées dans cette section peuvent être confirmées par la base de données cinématographiques IMDb,  présente dans la section « Liens externes ».
- Titre original : Fasandræberne
- Titre international : The Absent One[2]
- Titre français : Les Enquêtes du département V : Profanation
- Réalisation : Mikkel Nørgaard (da)
- Scénario : Nikolaj Arcel et Rasmus Heisterberg, d'après Profanation de Jussi Adler-Olsen
- Musique : Patrik Andrén, Uno Helmersson et Johan Söderqvist
- Direction artistique : Zazie Knepper
- Décors : Rasmus Thjellesen
- Photographie : Eric Kress
- Montage : Morten Egholm et Frederik Strunk
- Production : Jonas Bagger et Louise Vesth
- Sociétés de production : Zentropa et Film i Väst
- Sociétés de distribution : Nordisk Film (Danemark) ; Wild Bunch (France)
- Budget : 5,2 millions d’euros
- Pays d’origine :  Danemark
- Langue originale : danois
- Format : couleur - 2,39:1
- Genre : thriller
- Durée : 119 minutes
- Dates de sortie[2] : 
  - États-Unis : 18 septembre 2014 (Austin Fantastic Fest)
  - Danemark : 2 octobre 2014
  - France : 8 avril 2015
- Interdit aux moins de 12 ans en France

## Distribution
- Nikolaj Lie Kaas (VF : Yann Guillemot) : Carl Mørck
- Fares Fares (VF : Emmanuel Lemire) : Assad
- Pilou Asbæk (VF : Félicien Juttner) : Ditlev Pram
  - Marco Ilsø (VF : Pierre Boulanger) : Ditlev, jeune
- David Dencik (VF : Olivier Brun) : Ulrik Dybbøl
  - Philip Stilling : Ulrik, jeune
- Danica Curcic (VF : Mélodie Orru) : Kirsten Marie "Kimmie" Lassen
  - Sarah-Sofie Boussnina (VF : Zoé Schellenberg) : Kimmie, jeune
- Johanne Louise Schmidt (VF : Laure Berend-Sagols) : Rose Knudsen
- Søren Pilmark : Marcus Jacobsen
- Anton Honik : Jesper, le beau-fils de Carl
- Katrine Greis-Rosenthal : Tine, la prostituée amie de Kimmie
- Peter Christoffersen : Alberg
- Kristian Høgh Jeppesen : Bjarne Thøgersen
- Hans Henrik Clemensen : Bent Krum, l'avocat
- Henning Valin Jakobsen : Klavs, le prof de physique
- Beate Bille (VF : Jeanne Savary) : Thelma

Source et légende : version française (VF) sur le site d’AlterEgo (la société de doublage)

## Box-office
Au Danemark, le film devient le plus gros succès au box-office, avec 66 millions de couronnes (environ 8 800 000 euros) de recettes.

## Distinctions

### Récompenses
- Robert Festival 2014 :
  - Meilleure réalisation : Mikkel Nørgaard, Jonas Bagger, Louise Vesth, Peter Aalbæk Jensen
  - Meilleur second rôle masculin : Fares Fares

### Nominations
- Hamburg Film Festival 2014 : Mikkel Nørgaard (da)
- Bodil (Bodil Awards) 2015 :
  - Meilleur second rôle féminin : Sarah-Sofie Boussnina
  - Meilleur second rôle féminin : Danica Curcic

## SagaLes Enquêtes du département V
- 2013 : Les Enquêtes du département V : Miséricorde (Kvinden i buret) de Mikkel Nørgaard (da)
- 2014 : Les Enquêtes du département V : Profanation (Fasandræberne) de Mikkel Nørgaard (da)
- 2016 : Les Enquêtes du département V : Délivrance (Flaskepost fra P) de Hans Petter Moland
- 2018 : Les Enquêtes du département V : Dossier 64 (Journal 64) de Christoffer Boe
- 2021 : Les Enquêtes du département V : Effet Marco (Marco effekten) de Martin Zandvliet
- 2024 : Les Enquêtes du département V : Promesse (Den grænseløse) d'Ole Christian Madsen